# Синта-ларга (язык)
Синта-ларга (порт. Cinta Larga) — диалектный континуум языков тупи, на котором говорит народ синта-ларга в индейских резервациях Арипуанан на западе провинции Мату-Гросу и в резервациях Парке-Индижена-Арипуанан, Терра-Индижена-Рузвельт на западе провинции Рондония в Бразилии.